# 芦名みのる
芦名 みのる（あしな みのる、本名：横山 稔（よこやま みのる）、1977年3月13日 - ）は、日本の獣医師、アニメ監督、脚本家。兵庫県明石市出身。日本大学生物資源科学部獣医学科卒業。
現在は茨城県つくば市に在住し、アニメ制作部門・スタジオぷYUKAIを運営。その傍ら獣医師も営む「兼業アニメ家」。
手がけるアニメは、ほぼ全てがオリジナル作品の番外編的なもので、キャラクターをデフォルメ（いわゆる「SD」）キャラ化し本編に比べると大幅にコミカル度が増したストーリーとなっている。

## 作品リスト

### テレビアニメ
2013年
- 株式会社きゅーか（監督・脚本・演出）

2015年
- ぷれぷれぷれあです（監督・脚本・演出）

2016年
- Re:ゼロから始める休憩時間（ブレイクタイム）・Re:プチから始める異世界生活（監督・脚本・演出）

2017年
- ちぇいん黒にくる!!（監督・脚本・演出）
- ぷちアニメ劇場『クイズ!!ID-0』（監督・脚本・演出）
- グルグルぷちあにめ劇場（監督・脚本・演出）
- 少女週末授業（監督・脚本・演出）

2018年
- 怪獣娘（かいじゅうがーるず）〜ウルトラ怪獣擬人化計画〜第2期（監督・シリーズ構成・脚本・絵コンテ・演出・設定・撮影監督・EDアニメーション制作）
- ぷれぷれぷれあです2（監督・脚本・演出）
- ぷれぷれぷれあです3（監督・脚本）

2019年
- 異世界かるてっと（監督・シリーズ構成・脚本・演出・設定）

2020年
- 異世界かるてっと2（監督・シリーズ構成・脚本・演出・設定）

2021年
- ちびりべ（監督・脚本・演出）

2022年
- 夜は猫といっしょ（監督・脚本）

2024年
- スナックバス江（監督・シリーズ構成・脚本・美術監督）

### 劇場アニメ
2016年
- ちぇんくろ学園・キネパス劇場（ - 2017年、監督・脚本・演出）

2017年
- まほうつかいのよめ（監督・脚本ほか）
- ぷれぷれぷれあです（監督・脚本・演出）
- 「ノーゲーム・ノーライフ ゼロ」マナー映像（監督・脚本・演出）

2022年
- 劇場版 異世界かるてっと 〜あなざーわーるど〜（監督・脚本）

### OVA
2009年
- 世にも奇妙な漫☆画太郎（監督・脚本・音響監督）

2010年
- ぼく、オタリーマン。（監督・脚本・音響監督）

2011年
- スペランカー先生（監督・脚本・演出・音響監督）

2014年
- モビルスーツ学園 G-レコ甲子園（脚本・演出）

2016年
- でるた小劇場（監督・脚本・演出）
- ぷれぷれぷれあです 〜なざりっく最大の危機〜（監督・脚本・演出）

2017年
- ちぇいん黒にくる!! 完結編（監督・脚本・演出）

### Webアニメ
2010年 -
- あぐかる（監督・脚本・音響監督・演出）

2012年
- のねのね劇場（演出）

2013年
- ぷちっとがるがんてぃあ（監督）

2014年
- あぐかるPLAY WITH IBARAKI編（ - 2015年、監督・シリーズ構成・脚本・演出）
- ティグルくんとヴァナディーちゅ（監督・脚本・演出）

2015年
- 【ことわざ・うんちくアニメ】味噌（みそ） - MISO -（-2016年、監督・脚本・演出・CVほか） - 講談社『ボンボンTV』

2016年
- 怪獣娘（かいじゅうがーるず）〜ウルトラ怪獣擬人化計画〜（監督・シリーズ構成・脚本・絵コンテ・演出・設定）

2017年
- ようじょしぇんき（監督・脚本・演出）
- くるねこ（監督）

2022年
- かげじつ！（監督・脚本・演出）
- かげじつ！せかんど（監督・脚本・演出）

2023年
- しんでゅありてぃ科学講座（監督・脚本・演出）

### PR動画
- いばらきデジコン2014 キャラクター最優秀賞PV（2015年、監督・作画・アニメーション）

### その他
- 【FLASH EXPO’05閃光動画万博in大阪　応募作品】ネズミーマウスマーチ（2005年、歌）
- SFラブストーリー（2024年、作詞・作曲[8]） - 『スナックバス江』第5話エンディング曲[8]

## 出演

### ラジオ番組
2011年
- 芦名みのるのA THOUSAND NIGHTS（ - 2017年、ラヂオつくば）
- イバラキングのごじゃっぺラジオZ（ラヂオつくば） 第134回目
- Power of THE Ladies（ラヂオつくば） 9月30日放送分
- つくばタイムスドッピオ（ラヂオつくば） 10月3日放送分
- あぐりずむ（TOKYO FM）10月13日放送分

2015年
- 土曜王国-サタディキングダム（茨城放送） 3月14日放送分

### テレビ番組
2013年
- 起Doクリエイターズ.jp（RKB毎日放送） 第6回放送特集

2017年
- アニュ研!秋葉原アニメ・アミューズメント研究所（TOKYO MX） 第11&12回

## 受賞歴
- 『魔法使い!?まなみ』 - 宮城・仙台アニメーショングランプリ2010「特別賞」[10]